# Olof Ljunggren
Olof Ljunggren, född 1748, död 1795, var en svensk skådespelare. Han var anställd vid Stenborgs Sällskap 1774-80, Humlegårdsteatern 1774-80, Comediehuset i Göteborg 1780-81, Eriksbergsteatern 1781-84 och Munkbroteatern 1784-95. 
Ljunggren anställdes av Stenborg 1774. Han beskrivs som "en mycket använd skådespelare", och spelade framför allt en oändlig rad biroller i de olika pjäserna. 1785 spelade han Bartholo vid den svenska urpremiären av Barberaren i Sevilla, en roll han gjorde om vid den svenska urpremiären av Figaros bröllop 1792. Han följde Stenborgs sällskap genom åren utom 1780-81, då han och hustrun bland annat uppträdde som prins Erik och Gustavs moder i Gustav Vasa på Comediehuset i Göteborg 24 januari 1781. Trots att han användes så ofta tillhörde han de fattigaste skådespelarna och hade ingen fast lön. Han var gift med skådespelaren Ingeborg Stenbom, som var anställd vid Stenborgs Sällskap då han kom dit, och sedan arbetade vid samma teatrar som han 1769-91. 
Han dog "liksom sin fru" fyra år tidigare fattig i lungsot vid 47 års ålder i Stockholm 1795. 